# Anne Scott, I duchessa di Buccleuch
Anne Scott, I duchessa di Buccleuch (11 febbraio 1651 – 6 febbraio 1732), è stata una nobile scozzese.

## Biografia
Anne era figlia di Francis Scott, II conte di Buccleuch e nel 1661 venne chiamata a succedere ai titoli di sua sorella come IV contessa di Buccleuch, V baronessa Scott di Buccleuch e V baronessa Scott di Whitchester e Eskdaill. Il 20 aprile 1663 sposò James Scott, I duca di Monmouth (figlio illegittimo di Carlo II d'Inghilterra e della sua amante, Lucy Walter) e lei e suo marito vennero creati duca e duchessa di Buccleuch.
Quando suo marito venne decapitato nel 1685 a seguito del fallimento della Ribellione Monmouth nella quale egli tentò di ottenere con la forza la successione al trono inglese, la duchessa si risposò con Charles Cornwallis, III barone Cornwallis il 6 maggio 1688, ma la coppia non ebbe figli. Anne morì nel 1732 all'età di 80 anni ed i suoi titoli passarono a suo nipote, Francis.

## Matrimonio e figli
Anne e James ebbero i seguenti figli:
- Isabella Scott (m. 1748)
- Charles Scott, conte di Doncaster (1672–1674), morto infante.
- James Scott, conte di Dalkeith (1674–1705), sposò lady Henrietta Hyde, figlia di Laurence Hyde, I conte di Rochester ed ebbe discendenza. {Laurence Hyde era fratello di Anne Hyde, moglie del duca di York Giacomo Stuart poi re}.
- Anne Scott (1675–1685), morta giovane.
- Henry Scott, I conte di Deloraine (1676–1730)
- Francis Scott (1678–1679), morta infante.
- Charlotte Scott (nata e morta nel 1683), morta infante.